# 拉哈纳
拉哈纳，是西班牙瓦伦西亚自治区卡斯特利翁省的一个市镇。总面积20平方公里，总人口779人（2001年），人口密度39人/平方公里。